# Municipio de Otis
El municipio de Otis (en inglés: Otis Township) es un municipio ubicado en el condado de McLean en el estado estadounidense de Dakota del Norte. En el año 2010 tenía una población de 41 habitantes y una densidad poblacional de 0,44 personas por km².

## Geografía
El municipio de Otis se encuentra ubicado en las coordenadas 47°47′56″N 100°53′48″O / 47.79889, -100.89667. Según la Oficina del Censo de los Estados Unidos, el municipio tiene una superficie total de 92.74 km², de la cual 91,04 km² corresponden a tierra firme y (1,83 %) 1,7 km² es agua.

## Demografía
Según el censo de 2010, había 41 personas residiendo en el municipio de Otis. La densidad de población era de 0,44 hab./km². De los 41 habitantes, el municipio de Otis estaba compuesto por el 97,56 % blancos y el 2,44 % eran de una mezcla de razas. Del total de la población el 0 % eran hispanos o latinos de cualquier raza.